# Charinus australianus
Charinus australianus är en spindeldjursart som först beskrevs av Ludwig Carl Christian Koch 1867.  Charinus australianus ingår i släktet Charinus och familjen Charinidae.

## Underarter
Arten delas in i följande underarter:
- C. a. australianus
- C. a. cavernicolus
- C. a. elegans
- C. a. longipes